# Último parte

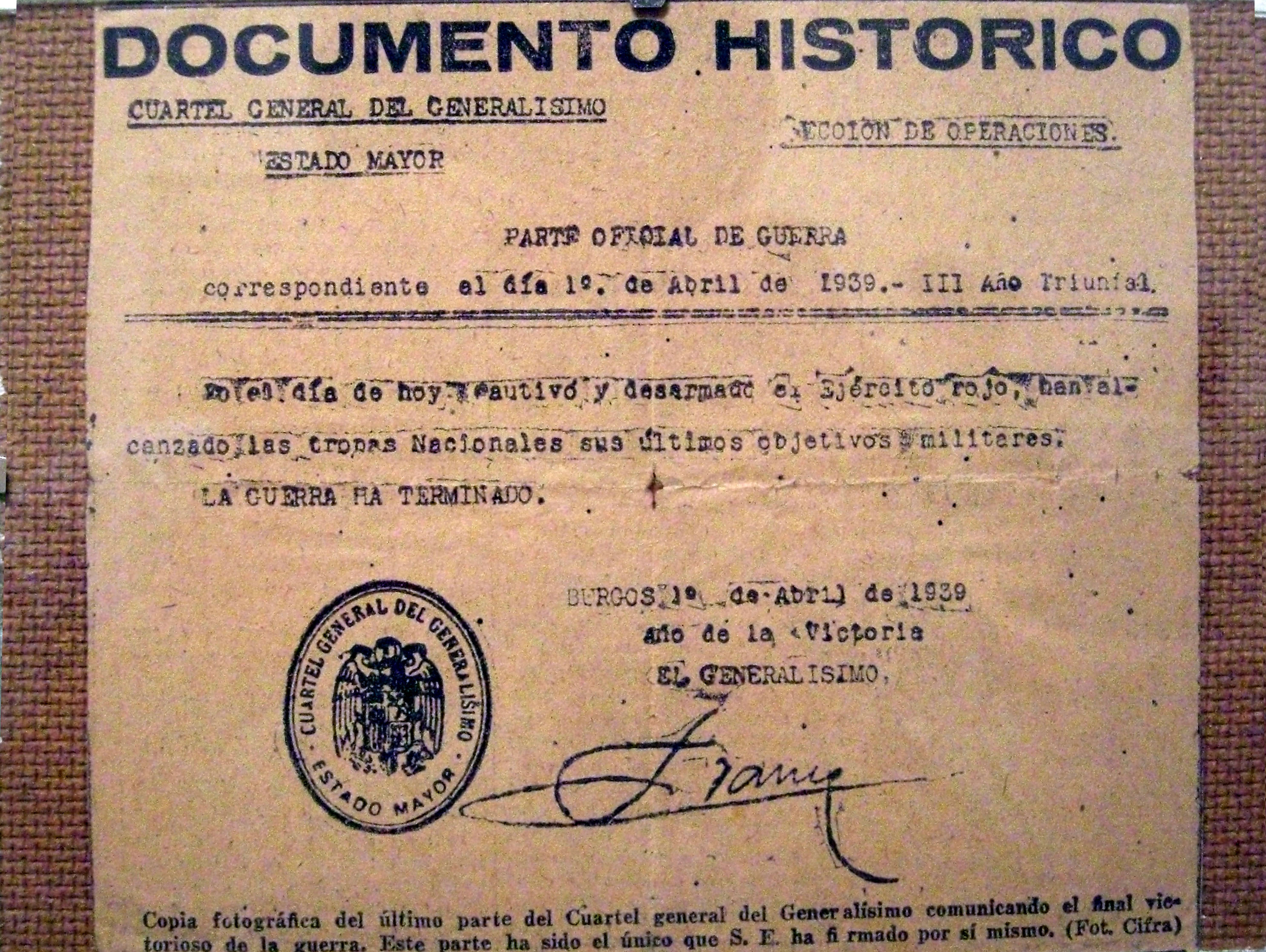
Dernier communiqué de guerre signé par le général Franco. Il se conclut par la phrase « la guerra ha terminado ».

L’último parte (« le dernier bulletin ») ou « La guerre est terminée » (« La guerra ha terminado » en espagnol) est le dernier communiqué de guerre de la guerre d'Espagne émis le 1er avril 1939 par le général Franco. Il marque la fin officielle de la guerre civile espagnole, qui avait vu s'affronter soldats nationalistes et républicains, même si la victoire était acquise au camp nationaliste depuis déjà quelques jours. Sa diffusion tant aux échelons nationaux qu'internationaux assurèrent la popularité de ces quelques mots.
« En el día de hoy, cautivo y desarmado el ejército rojo, han alcanzado las tropas nacionales sus últimos objetivos militares. La guerra ha terminado. El Generalísimo: Franco. Burgos, 1º de abril de 1939. »
« Aujourd'hui, ayant capturé et désarmé l'armée rouge, les troupes nationalistes ont atteint leurs derniers objectifs militaires. La guerre est terminée. Le généralissime Franco. Burgos, 1er avril 1939. »
Ce message fut lu sur les ondes à 22 heures 30 le même jour par l'acteur Fernando Fernández de Córdoba (es), avec l'intonation et l'emphase propres à l'époque.
Il faut noter que l'último parte souligne que les troupes nationalistes ont atteint leurs objectifs militaires, mais pas leurs objectifs politiques ; annonçant par là les futures années de dictature.
Bien que considéré comme l'acte final de la guerre, il y eut néanmoins des combats jusqu'à la fin du mois d'avril 1939 dans des zones reculées d'Espagne, ainsi que des actes de guérilla dans les alentours de Madrid pendant les années suivantes.